# Natação no Campeonato Mundial de Esportes Aquáticos de 2024 - 200 m medley feminino

A prova dos 200 metros medley feminino da natação no Campeonato Mundial de Esportes Aquáticos de 2024 foi realizada nos dias 11 e 12 de fevereiro de 2024 em Doha, no Catar.

## Formato da competição
A competição consiste em três rodadas: eliminatórias, semifinais e final. As nadadoras com os 16 melhores tempos nas baterias preliminares avançam as semifinais. Já as nadadoras com os 8 melhores tempos nas semifinais avançam a final. Desempates (swim-offs) são utilizados conforme necessário para quebrar os empates de avanço a próxima rodada.

## Cronograma
Todos os horários estão na hora local (UTC+3).
| Data            | Hora  | Evento        |
| --------------- | ----- | ------------- |
| 11 de fevereiro | 09:32 | Eliminatórias |
| 11 de fevereiro | 20:01 | Semifinais    |
| 12 de fevereiro | 20:23 | Final         |

## Recordes
Antes desta competição, os recordes mundiais e do campeonato nesta prova eram os seguintes:
| Tipo                  | Atleta         | Tempo     | Local | Data                |
| --------------------- | -------------- | --------- | ----- | ------------------- |
|                       | Katinka Hosszú | 2m 06s 12 | Cazã  | 3 de agosto de 2015 |
| Recorde do campeonato | Katinka Hosszú | 2m 06s 12 | Cazã  | 3 de agosto de 2015 |

## Medalhistas
| Ouro                           | Prata                   | Bronze            |
| Kate Douglass · Estados Unidos | Sydney Pickrem · Canadá | Yu Yiting · China |

## Resultados

### Eliminatórias
Esses foram os resultados das eliminatórias. A prova foi realizada no dia 11 de fevereiro com início às 09:32.
| Pos. | Bateria | Raia | Nadadora              | Nacionalidade  | Tempo   | Notas  |
| ---- | ------- | ---- | --------------------- | -------------- | ------- | ------ |
| 1    | 3       | 4    | Kate Douglass         | Estados Unidos | 2:10.01 | Q      |
| 2    | 2       | 4    | Sydney Pickrem        | Canadá         | 2:10.97 | Q      |
| 3    | 1       | 4    | Marrit Steenbergen    | Países Baixos  | 2:11.45 | Q      |
| 4    | 1       | 3    | Yu Yiting             | China          | 2:11.53 | Q      |
| 5    | 1       | 5    | Abbie Wood            | Grã-Bretanha   | 2:11.57 | Q      |
| 6    | 2       | 3    | Charlotte Bonnet      | França         | 2:12.32 | Q      |
| 7    | 2       | 6    | Ashley McMillan       | Canadá         | 2:12.65 | Q      |
| 8    | 3       | 5    | Anastasia Gorbenko    | Israel         | 2:12.76 | Q      |
| 9    | 2       | 5    | Sara Franceschi       | Itália         | 2:13.66 | Q      |
| 10   | 3       | 3    | Kim Seo-yeong         | Coreia do Sul  | 2:13.85 | Q      |
| 11   | 1       | 2    | Lena Kreundl          | Áustria        | 2:14.03 | Q      |
| 12   | 3       | 2    | Kristen Romano        | Porto Rico     | 2:14.24 | Q      |
| 13   | 2       | 2    | Letitia Sim           | Singapura      | 2:14.26 | Q, RET |
| 14   | 3       | 6    | Dalma Sebestyen       | Hungria        | 2:14.27 | Q      |
| 15   | 1       | 6    | Cyrielle Duhamel      | França         | 2:15.24 | Q      |
| 16   | 3       | 7    | Tamara Potocká        | Eslováquia     | 2:15.69 | Q      |
| 17   | 1       | 7    | Stefanía Gómez        | Colômbia       | 2:16.22 | Q      |
| 18   | 3       | 1    | McKenna DeBever       | Peru           | 2:16.52 |        |
| 19   | 2       | 7    | Kamonchanok Kwanmuang | Tailândia      | 2:17.48 |        |
| 20   | 2       | 8    | Stephanie Iannaccone  | Guatemala      | 2:18.43 |        |
| 21   | 2       | 1    | Nicole Frank          | Uruguai        | 2:20.66 |        |
| 22   | 1       | 1    | Valerie Tarazi        | Palestina      | 2:22.88 |        |
| 23   | 1       | 8    | Inana Soleman         | Síria          | 2:27.15 |        |
| 24   | 3       | 0    | Mok Sze Ki            | Hong Kong      | 2:29.14 |        |
| 25   | 3       | 8    | Hamna Ahmed           | Maldivas       | 2:54.15 |        |

### Semifinais
Esses foram os resultados das semifinais. A prova foi realizada no dia 11 de fevereiro com início às 20:01.
| Pos. | Bateria | Raia | Nadadora           | Nacionalidade  | Tempo   | Notas |
| ---- | ------- | ---- | ------------------ | -------------- | ------- | ----- |
| 1    | 2       | 4    | Kate Douglass      | Estados Unidos | 2:08.41 | Q     |
| 2    | 1       | 4    | Sydney Pickrem     | Canadá         | 2:08.76 | Q     |
| 3    | 1       | 5    | Yu Yiting          | China          | 2:08.83 | Q     |
| 4    | 1       | 6    | Anastasia Gorbenko | Israel         | 2:10.15 | Q     |
| 5    | 1       | 3    | Charlotte Bonnet   | França         | 2:10.24 | Q     |
| 6    | 2       | 5    | Marrit Steenbergen | Países Baixos  | 2:11.23 | Q     |
| 7    | 2       | 3    | Abbie Wood         | Grã-Bretanha   | 2:11.35 | Q     |
| 8    | 2       | 6    | Ashley McMillan    | Canadá         | 2:12.23 | Q     |
| 9    | 2       | 2    | Sara Franceschi    | Itália         | 2:12.34 |       |
| 10   | 1       | 2    | Kim Seo-yeong      | Coreia do Sul  | 2:12.72 |       |
| 11   | 2       | 1    | Dalma Sebestyen    | Hungria        | 2:13.25 |       |
| 12   | 1       | 7    | Kristen Romano     | Porto Rico     | 2:13.33 |       |
| 13   | 2       | 7    | Lena Kreundl       | Áustria        | 2:13.72 |       |
| 14   | 1       | 1    | Cyrielle Duhamel   | França         | 2:13.93 |       |
| 15   | 2       | 8    | Tamara Potocká     | Eslováquia     | 2:15.36 |       |
| 16   | 1       | 8    | Stefanía Gómez     | Colômbia       | 2:19.30 |       |

### Final
A final foi realizada em 12 de fevereiro às 20:23.
| Pos.              | Raia | Nadadora           | Nacionalidade  | Tempo   | Notas |
| ----------------- | ---- | ------------------ | -------------- | ------- | ----- |
| Medalha de ouro   | 4    | Kate Douglass      | Estados Unidos | 2:07.05 |       |
| Medalha de prata  | 5    | Sydney Pickrem     | Canadá         | 2:08.56 |       |
| Medalha de bronze | 3    | Yu Yiting          | China          | 2:09.01 |       |
| 4                 | 6    | Anastasia Gorbenko | Israel         | 2:10.17 |       |
| 5                 | 7    | Marrit Steenbergen | Países Baixos  | 2:10.24 |       |
| 6                 | 1    | Abbie Wood         | Grã-Bretanha   | 2:11.20 |       |
| 7                 | 2    | Charlotte Bonnet   | França         | 2:11.23 |       |
| 8                 | 8    | Ashley McMillan    | Canadá         | 2:13.48 |       |

Legenda
| Recorde mundial       | Recorde mundial (World record)               |                       | Recorde africano                      | Recorde africano (African) |                                           | Q | Classificado por posição (Qualified) |
| Recorde do campeonato | Recorde do campeonato (Championship record)  | Recorde da América    | Recorde da América (Americas)         | q                          | Classificado por melhor tempo (Qualified) |   |                                      |
| Melhor marca do ano   | Melhor marca do ano (World leading)          | Recorde asiático      | Recorde asiático (Asian)              | DNS                        | Não largou (Did not start)                |   |                                      |
| Recorde nacional      | Recorde nacional (National record)           | Recorde europeu       | Recorde europeu (European)            | DNF                        | Não terminou (Did not finish)             |   |                                      |
| Recorde pessoal       | Recorde pessoal do atleta (Personal best)    | Recorde da Oceania    | Recorde da Oceania (Oceania)          | DSQ / DQ                   | Desclassificado (Disqualified)            |   |                                      |
| Recorde da temporada  | Recorde da temporada do atleta (Season best) | Recorde sul-americano | Recorde sul-americano (South America) | NM                         | Sem marca (No mark)                       |   |                                      |